# Procordulia
Procordulia – rodzaj ważek z rodziny szklarkowatych (Corduliidae).

## Zasięg występowania
Rodzaj obejmuje gatunki występujące w Azji Południowo-Wschodniej i Australazji.

## Systematyka
Rodzaj ten wprowadził w 1907 roku René Martin, uznając go za takson przejściowy pomiędzy Hemicordulia i Somatochlora. Autor nie wskazał gatunku typowego; w 1912 Friedrich Ris jako gatunek typowy wyznaczył Cordulia (Cordulia) affinis. Obecnie do Procordulia zaliczanych jest 18 gatunków.

### Podział systematyczny
Do rodzaju należą następujące gatunki:
- Procordulia affinis (Selys, 1871)
- Procordulia artemis Lieftinck, 1930
- Procordulia asahinai Karube, 1997
- Procordulia astridae Lieftinck, 1935
- Procordulia fusiformis Lieftinck, 1977
- Procordulia grayi (Selys, 1871)
- Procordulia irregularis Martin, 1907
- Procordulia jacksoniensis (Rambur, 1842)
- Procordulia karnyi Fraser, 1926
- Procordulia leopoldi Fraser, 1932
- Procordulia lompobatang van Tol, 1997
- Procordulia moroensis Lieftinck, 1977
- Procordulia papandayanensis van Tol, 1997
- Procordulia rantemario van Tol, 1997
- Procordulia sambawana (Förster, 1899)
- Procordulia smithii (White in White & Gardiner Butler, 1846)
- Procordulia sylvia Lieftinck, 1935
- Procordulia valevahalo Marinov, 2016